# سیارک ۵۷۵۷
سیارک ۵۷۵۷ (به انگلیسی: 5757 Ticha، نامگذاری:1967JN) پنج هزار و هفتصد و پنجاه و هفتمین سیارک کشف شده‌است که در ۶ مه ۱۹۶۷ کشف شد.
قدر مطلق سیارک برابر ۱۲٫۰۰ است.